# Тврђава Моноштор
Тврђава Моноштор (мађ. Monostori Erőd) (такође називана и тврђаваFort Sandberg) је тврђава која се налази у близини града Комарома у Мађарској. Саграђена је између 1850. и 1871. као део система утврђења Комаром.
После Другог светског рата Совјети су изградили највеће складиште муниције у тврђави Моноштор. Са строго чуваних објеката прослеђено је на хиљаде вагона муниције. Једно од низа утврђења у овој области, Моноштор је отворен за јавност као музеј. У њему се такође налази капија Европе, скулптура направљена од бетона који пропушта светлост.

## Филм и ТВ
Тврђава Моностор је коришћен као локација за снимање у ХБО-овом филму Узврати ударац (С03Е09) и другој сезони Нетфликсове Сенка и кости.